# 高橋百之
高橋 百之（たかはし ももゆき、1918年5月20日 - 1985年7月8日）は日本の地理学者。岐阜大学名誉教授。岐阜県本巣郡本巣町（現・本巣市）出身。
1961年に東京教育大学より理学博士号授与。論文の題は「冬季における天気境界帯についての研究」。
1957年岐阜大学助教授、1967年教授。1982年名誉教授となり、東海女子大学教授就任。1985年学長となったが同年に没した。

## 著書
- 編著『ぼくらの岐阜県 : 郷土の地理と歴史』ポプラ社、1983年